# Jean Degans
Jean Degans, né le 18 janvier 1909 à Pessac (Gironde) et mort le 14 juin 1972 à Montpellier, est un milicien collaborationniste français, haut responsable de la Milice française.

## Biographie
Jean Degans est chef du 2e service de la Milice française pendant la Seconde Guerre mondiale, supérieur hiérarchique de Paul Touvier. 
Le 20 juin 1944, Jean Degans est directement impliqué dans l'assassinat de l'ancien ministre de l'Éducation nationale du Front populaire, d'origine juive, Jean Zay. 
À la Libération, il entre dans la clandestinité et parvient à gagner Milan où il est finalement arrêté le 24 mai 1945. Transféré à Nice, en attente de son départ pour le centre pénitentiaire de Fresnes, il s'évade dans la nuit du 3 au 4 juin, sous le coup de quatre mandats d'arrêt, et quitte la France.
Il meurt finalement le 14 juin 1972 à Montpellier, à l'âge de 63 ans.